# 白水门水库
白水门水库是中国江西省吉安市永丰县潭城乡境内的一座水库，位于乌江支流上，建于1960年。水库正常库容为1520万立方米，平均水深为12.00米，集雨面积为27平方千米，海拔为119.5米。